# Spessartite (roccia)
La spessartite è una roccia magmatica filoniana appartenente al gruppo dei lamprofiri, a tessitura solitamente porfirica e colore scuro (grigio o grigio-verdastro).

## Etimologia
Il termine deriva dai monti Spessart, ad est di Aschaffenburg, in Baviera, dove la roccia è stata descritta per la prima volta.

## Composizione
L'aspetto più significativo è dato dai fenocristalli di orneblenda associati o meno e in modo subordinato a biotite, Mg-olivina e augite diopsidica. Gli stessi minerali si possono trovare anche nella pasta di fondo, a grana fine o afanitica,  associati ad abbondante plagioclasio e minore o assente ortoclasio.  La camptospessartite è una varietà di spessartite contenente augite titanifera. La varietà senza fenocristalli viene chiamata malchite (da non confondere con il minerale malachite, carbonato di rame).

## Distribuzione
- In Italia filoni spessartitici si trovano nei graniti galluresi a Sud di Olbia
- Monti Spessart (Baviera)
- Assynt (SW del Sutherland, Scozia).